# Kast

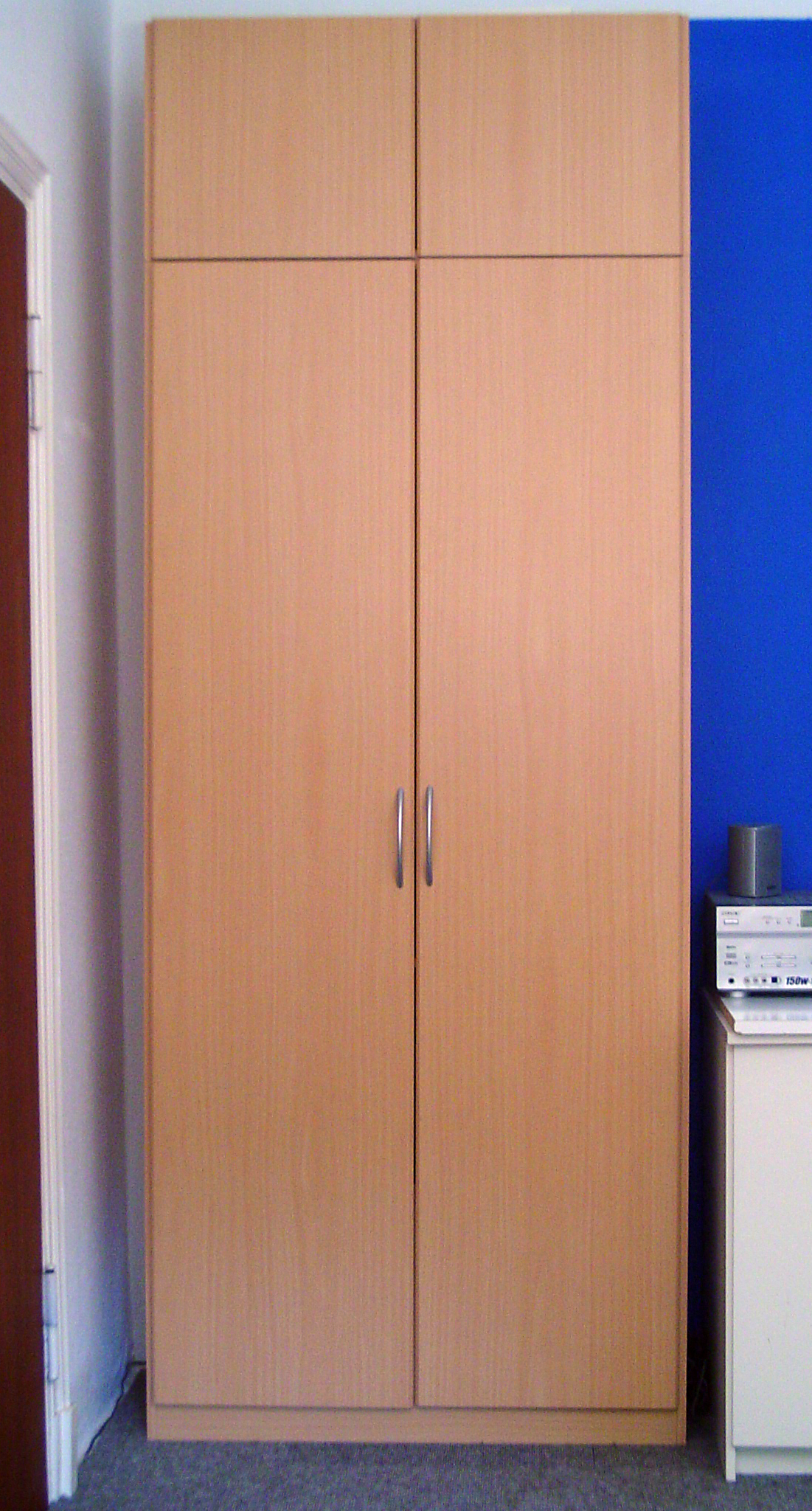
Losse kast met dubbele deuren en bovenkastjes

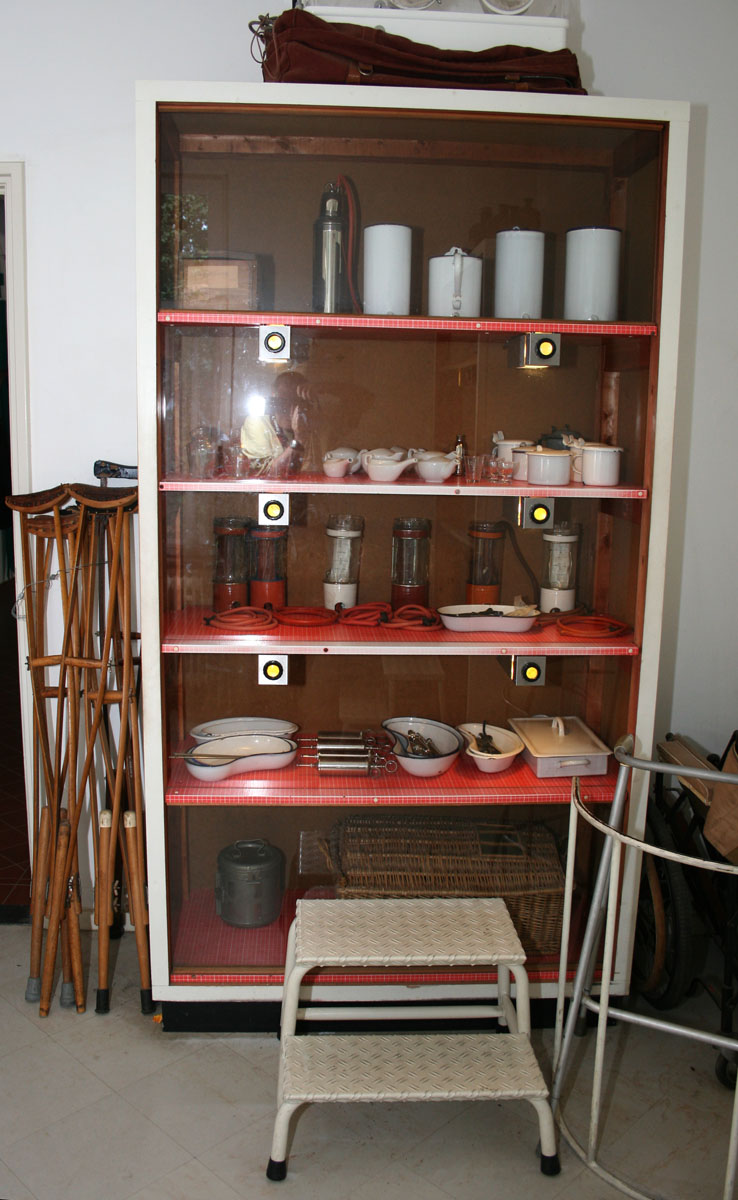
Open voorraadkast

Een kast is een bergruimte in een woning of gebouw die al of niet afsluitbaar is. Kasten kunnen in wanden worden weggewerkt of als losse elementen worden geplaatst en worden dan meubels genoemd. Kasten worden meestal gebruikt voor het opslaan van gebruiksvoorwerpen. Sommige kasten hebben horizontale schappen of legplanken, andere kasten hebben laden erin. Ladekasten zijn kasten met alleen laden erin. Het beoogd gebruik van de kasten beïnvloedt de keuze tot inrichting van de kast.

## Soorten en benamingen
Kasten worden vernoemd naar hun functie (bezemkast, boekenkast, kleren- of kleerkast, linnenkast, servieskast, vitrinekast, voorraadkast), naar type (ladekast) of naar de ruimte waar zij worden gebruikt (keukenkastje). De naam commode komt uit het Frans en wordt gebruikt voor een laag kastje op poten en met twee of meer laden. Een inloopkast is geen losstaande kast, maar een klein vertrek bedoeld als opbergruimte waar men naar binnen kan lopen. Ook een bezemkast kan in feite een klein vertrek zijn. Een buitenkast is een kast die tegen een gebouw of op een balkon is geplaatst en gebruikt wordt om bijvoorbeeld tuingereedschap of tuinstoelen in op te bergen. 

## Geschiedenis
Eeuwenlang was de kist het voornaamste opbergmeubel in huis.
Pas in de 17e eeuw gaan toog-, kolom- en kussenkasten het interieur van de rijke kooplieden overheersen. Typische kasten uit de 17e eeuw zijn de grisaillekast en de Assendelfter kast. Later werden er in iedere woning muurkasten gebouwd, maar deze zijn sinds het eind van de 20e eeuw helemaal verdwenen. Omdat we nu veel meer spullen hebben om op te bergen dan ooit zien we een toename naar de vraag van bergkasten.

## Afbeeldingen

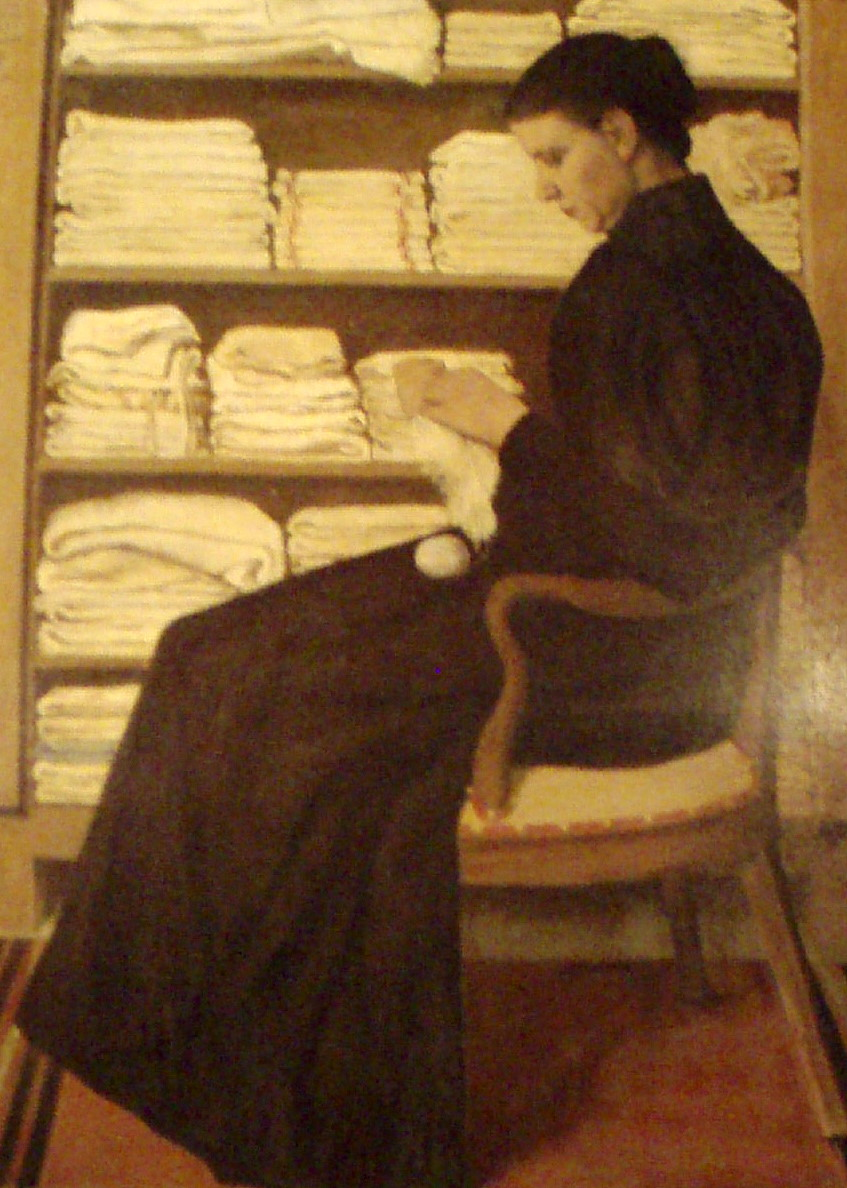
Moeder bij de Linnenkast, Theo Molkenboer, Drents Museum